# Автоматично повторно включване
Автоматично повторно включване (АПВ), наричано още реклоузер, е средство в електроавтоматиката за еднократно или многократно включване на въздушен електропровод. АПВ се извършва с помощта на устройства за автоматизация, които въздействат на прекъсвачите, след като са изключени чрез релейна защита. Тези системи се проектират спрямо местоположението, на което се поставят и се синхронизират с работата на електроенергийната мрежа. Основното тяхно предназначение е, при междуфазно късо или земно съединение за кратък период, без особени щети по системата, да възстановят захранването по електроенергийната мрежа. Ефективността на възстановяването на напрежението, зависи от вторичния и третичния цикъл на включване. При някои енергосистеми, тази ефективност достига съответно до 15% и 3%. Най-краткото време за реакция на автоматичното повторно запитване се избира в рамките на 0,5 – 0,7 сек. Времето за готовност е поне 20 – 25 секунди.

## Класификация

### В зависимост от кратността на задействане
- АПВ с еднократно действие
- АПВ с повтарящо се действие (двукратно и трикратно AR).

### В зависимост от брой фази
- еднофазно АПВ
- трифазно АПВ

### По тип оборудване за затваряне
- АПВ за електропроводи;
- АПВ за трансформатори;
- АПВ за разпределителни шини
- АПВ за електрически двигатели

### По тип задвижване на прекъсвача
- АПВ с механично задвижване
- АПВ с електрическо задвижване

### Чрез метода за проверка на синхронизацията на линии с двупосочна мощност
- асинхронни;
- АПВ с управление на синхронизма.
- Несинхронните устройства за автоматично повторно затваряне включват несинхронни и високоскоростни
- АПВ с управление на синхронизма включват автоматично запитване с очакване на синхронизъм и устройства за автоматично запитване с улавяне на синхронизъм.[3]

### По метод за проверка на напрежението
- АПВ за автоматично затваряне с контрол на отсъствието на напрежение
- АПВ с мониторинг на напрежението

### Според метода за стартиране на устройството за повторно затваряне
- АПВ със стартиране от устройства за защита на релета;
- АПВ със старт в случай на несъответствие на положението на превключвателя (изключен) към позицията на контролния ключ (включен).

## Изисквания към АПВ
- Скорост на включване – За да се създаде надеждност на системата, е необходимо да се избират оптималните условия за настройка на автоматизацията въз основа на следните фактори:

осигуряване на почивка за предотвратяване на йонизацията на средата, с изключение на повторното запалване на дъгата по време на прибързано включване;
техническите конструктивни възможности на прекъсвача за бързо извършване на превключване при аварийно натоварване;
ограничения за прекъсване на мъртво счупване в работата на оборудването и други характеристики на процеса.

## Условия за стартиране
Автоматизацията трябва да работи след всяко изключване от защитите или спонтанна, погрешна работа на превключвателя. Когато включването се извършва ръчно или с помощта на телеконтрол, автоматичното повторно затваряне не трябва да работи, тъй като в случай на грешки на персонала, например, оставено, не отстранено преносимо или неподвижно заземяване, защитата ще изключи неизправността и е невъзможно да се приложи отново напрежение към нея.